# Войцех Бистшоновський
Войцех Бистшоновський (або Бистшановський), SJ, Войцех з Бистшановіц гербу Стариконь, пол. Wojciech Bystrzonowski, Wojciech z Bystrzanowic herbu Starykoń; 13 квітня або 15 серпня 1699, Ціхобуж — 1782, Люблін) — єзуїт, провінціал Малопольської провінції єзуїтів, філософ, богослов, педагог, математик і теоретик вимови. Ректор Львівської колегії єзуїтів у 1752—1755 роках.

## Життєпис
Народився у шляхетській родині. У 1713 році вступив то Товариства Ісусового в Кракові, де здобув початковий освітній рівень. Вивчав філософію в Калішу та богослов'я в Познані. У 1726 році отримав священиче рукоположення. Після завершення студій, упродовж шести років навчав у єзуїтських колегіях у нижчих класах. Перебував у Красноставі, де викладав математику (1730—1732) та в Любліні, де був викладачем філософії і богослов'я (1733—1745). У 1745 році став ректором колегії в Познані, а в 1752—1755 роках виконував цей обов'язок у Львові. У 1756 році повернувся до Любліна, де з чотирилітньою перервою (колегія в Ярославі) був ректором. 1767 року став провінціалом Малопольської провінції єзуїтів. У 1770 році знову повернувся до педагогічної праці. Був теоретиком барокової вимови, противником Станіслава Конарського, а одночасно пропагатором природничих наук.

## Публікації

Герб Бистшоновських «Стариконь»

- Polak, sensat w liście, w komplemencie polityk, humanista w dyskursie, w mowach statysta, na przykład dany szkolnej młodzi. — Люблін 1730 (праця була видана 12 разів упродовж 1732—1757 років)
- Thaumaturgus in Icone Lublinensis Sacelli Societatis Jesu S, Stanislaus Kostka Regum Regnique Patronus in peste, infirmitate, desperatis casibus certus tutelaris… — Люблін 1735
- Thaumaturgae in sua aede prope oppidum Chodel Virgini Lauretanae in morte et variis infirmitatibus sospitatrici in peste, hostilitate et periculis praesidii Collegii Lublinensis S. J. domesticae tutelari… — Люблін 1735
- Honor Najświętszej Marii historycznie wyrażony w opisaniu tajemnic, początku i czci, i świąt jej… — Каліш 1741
- Informacja matematyczna rozumie ciekawego Polaka świat cały, niebo i ziemię i co na nich jest w trudnych kwestiach i praktyce jemuż ułatwiająca. — Люблін 1743, 2-ге видання: Люблін 1749 (автор виступає проти системи Миколая Коперника)